# Marlinowo
Marlinowo (deutsch Marlinowen, 1938 bis 1945 Mörleinstal) ist ein Dorf in der polnischen Woiwodschaft Ermland-Masuren, das zur Landgemeinde Dubeninki (Dubeningken, 1938 bis 1945 Dubeningen) im Kreis Gołdap (Goldap) gehört.

## Geographische Lage
Marlinowo liegt zwölf Kilometer südöstlich der Kreisstadt Gołdap (Goldap) und ist von der Woiwodschaftsstraße DW 651 von Pluszkiejmy (Plautzkehmen, 1938 bis 1945 Engern) bzw. Zawiszyn (Katharinenhof) aus in Richtung Górne (Gurnen) zu erreichen. Bis 1993 war Górne die nächste Bahnstation und lag an der Bahnstrecke Ełk–Tschernjachowsk (Lyck–Insterburg), die dann jedoch für den Personenverkehr geschlossen und später nur noch sporadisch für Güterverkehr genutzt wurde.

## Geschichte
Das seinerzeit Marlofski genannte kleine Dorf wurde im Jahre 1566 gegründet. 
Im Jahr 1874 wurde der Ort in den neu errichteten Amtsbezirk Rogainen eingegliedert, dann im Jahre 1939 in den Amtsbezirk Gurnen umgegliedert. Beide gehörten bis 1945 zum Kreis Goldap im Regierungsbezirk Gumbinnen der preußischen Provinz Ostpreußen.
Marlinowen zählte im Jahr 1910 281 Einwohner, im Jahr 1933 waren es 248 und 1939 noch 227.
Im Zuge der nationalsozialistischen Umbenennungsaktion erhielt Marlinowen am 3. Juni 1938 den Namen „Mörleinstal“.
In Kriegsfolge kam das Dorf dann 1945 mit dem gesamten südlichen Ostpreußen zu Polen und erhielt den Namen „Marlinowo“. Heute ist es eine Ortschaft im Verbund der Gmina Dubeninki im Powiat Gołdapski. Gehörte sie zwischen 1975 und 1998 noch zur Woiwodschaft Suwałki, so ist sie seither der Woiwodschaft Ermland-Masuren zugeordnet.

## Religionen
Mehrheitlich waren die Einwohner Marlinowens vor 1945 evangelischer Konfession. Das Dorf war in das Kirchspiel der Kirche Dubeningken eingepfarrt und damit Teil des Kirchenkreises Goldap innerhalb der Kirchenprovinz Ostpreußen der Kirche der Altpreußischen Union. Für die wenigen Katholiken war die Pfarrei in Goldap zuständig. 
Seit 1945 lebt in Marlinowo eine überwiegend katholische Bevölkerung. Ihre Pfarrkirche ist die einst evangelische Kirche in Dubeninki, die jetzt dem Dekanat Filipów im Bistum Ełk der Katholischen Kirche in Polen zugeordnet ist. Hier lebende evangelische Kirchenglieder gehören jetzt zur Kirchengemeinde in Gołdap, einer Filialgemeinde der Pfarrei in Suwałki in der Diözese Masuren der Evangelisch-lutherischen Kirche in Polen.